# Michaił Markiejew
Michaił Iwanowicz Markiejew (ros. Михаил Иванович Маркеев, ur. 1905 w Syzraniu, zm. 1970 w Moskwie) – funkcjonariusz radzieckich organów bezpieczeństwa, generał major.

## Życiorys
W latach 1922–1927 członek Komsomołu, od stycznia 1926 w WKP(b), w sierpniu 1926 ukończył szkołę kolejową w Saratowie, pracował jako ślusarz i pomocnik maszynisty, od 10 lipca 1929 funkcjonariusz GPU ASRR Niemców Powołża. Od stycznia 1930 do września 1933 w Pełnomocnym Przedstawicielstwie OGPU Kraju Dolnowołżańskiego, od września 1933 do kwietnia 1934 rejonowy pełnomocnik GPU, od maja do września 1934 słuchacz kursu funkcjonariuszy operacyjnych NKWD Kraju Saratowskiego (późniejszego obwodu saratowskiego), od września 1934 do lutego 1935 sekretarz Wydziału Ekonomicznego Zarządu Bezpieczeństwa Państwowego (UGB) i inspektor Wydziału Kadr Zarządu NKWD Kraju Saratowskiego. Od lutego 1935 do marca 1937 sekretarz, pełnomocnik Wydziału Specjalnego NKWD Korpusu Piechoty, od 6 marca 1936 młodszy porucznik bezpieczeństwa państwowego, od marca do sierpnia 1937 kursant Centralnej Szkoły NKWD ZSRR. Od sierpnia 1937 do 1938 pełnomocnik operacyjny Wydziału IV Głównego Zarządu Bezpieczeństwa Państwowego/Zarządu I Oddziału I Sekretariatu NKWD ZSRR, od 1938 do 28 stycznia 1939 zastępca szefa Sekretariatu NKWD ZSRR, od 25 lipca 1938 porucznik bezpieczeństwa państwowego. Od 28 stycznia do 4 września 1939 szef Sekretariatu Narady Specjalnej NKWD ZSRR, 19 marca 1939 awansowany na kapitana bezpieczeństwa państwowego, od 4 września do 29 listopada 1939 pomocnik szefa Sekcji Śledczej Głównego Zarządu Ekonomicznego NKWD ZSRR, później zastępca szefa, a od 26 lutego do 31 lipca 1941 szef Zarządu NKWD obwodu iwanowskiego. Od sierpnia do grudnia 1941 I zastępca szefa NKWD obwodu iwanowskiego, od 30 grudnia 1941 do 1 kwietnia 1944 ponownie szef Zarządu NKWD obwodu iwanowskiego, 14 lutego 1943 mianowany pułkownikiem, a 12 maja 1943 komisarzem bezpieczeństwa państwowego. Od 1 kwietnia 1944 do 3 kwietnia 1946 ludowy komisarz/minister spraw wewnętrznych Mołdawskiej SRR, 9 lipca 1945 awansowany na generała majora, od 3 kwietnia 1946 do 23 czerwca 1949 minister spraw wewnętrznych Maryjskiej ASRR. Od sierpnia 1949 do sierpnia 1950 słuchacz kursów wyższej kadry kierowniczej przy Wyższej Szkole Oficerskiej MWD ZSRR, od sierpnia 1950 do czerwca 1952 zastępca szefa Zarządu Budownictwa nr 16 Poprawczego Obozu Pracy MWD, od sierpnia do grudnia 1950 szef Wydziału I tego zarządu. Od września 1952 do czerwca 1953 zastępca szefa Wydziału Budownictwa nr 384 Poprawczego Obozu Pracy MWD, od 22 czerwca 1953 do 4 marca 1954 inspektor odpowiedzialny Głównego Zarządu Łagrów i Kolonii Ministerstwa Sprawiedliwości/Ministerstwa Spraw Wewnętrznych ZSRR, w lipcu 1954 zwolniony ze służby.

## Odznaczenia
- Order Czerwonego Sztandaru (dwukrotnie - 8 marca 1943 i 20 września 1943)
- Order Czerwonej Gwiazdy

I 3 medale.